# Pat O'Brien
William Joseph Patrick O'Brien  (Milwaukee, 11 de novembro de 1899 — Santa Mônica, 15 de outubro de 1983), mais conhecido como Pat O'Brien, foi um ator norte-americano.

## Trabalhos no cinema
- Ragtime (1981) ....  Delphin Delmas
- The End (1978/I) .... Ben Lawson
- Billy Jack Goes to Washington (1977) .... Vice-presidente
- The Sky's the Limit (1975) .... Abner Therman
- Town Tamer (1965) .... Judge Murcott
- Some Like It Hot (1959) .... Det. Mulligan
- The Last Hurrah (1958) .... John Gorman
- Kill Me Tomorrow (1957) .... Bart Crosbie
- Inside Detroit (1956) .... Gus Linden
- Ring of Fear (1954) .... Frank Wallace
- Jubilee Trail (1954) .... Ernest 'Texas' Conway
- Okinawa (1952) .... Tte. Commander Hale
- The People Against O'Hara (1951) .... Det. Vincent Ricks
- Criminal Lawyer (1951) .... James 'Jimmy' Regan
- The Fireball (1950) .... Father O'Hara
- Johnny One-Eye (1950) .... Martin Martin
- A Dangerous Profession (1949) .... Joe Farley
- The Boy with Green Hair (1948) .... Gramp Fry
- Fighting Father Dunne (1948) .... Father Peter J. Dunne
- Riffraff (1947) .... Dan Hammer
- Crack-Up (1946) .... George Steele
- Perilous Holiday (1946) .... Patrick Nevil
- Man Alive (1945) .... Michael O'Flaherty 'Speed' McBride
- Having Wonderful Crime (1945) .... Michael J. Malone
- Secret Command (1944) .... Sam Gallagher
- Marine Raiders (1944) .... Maj. Steve Lockhart
- His Butler's Sister (1943) .... Martin Murphy
- The Iron Major (1943) .... Francis William 'Frank'/'Cav' Cavanaugh
- Bombardier (1943) .... Major Chick Davis
- The Navy Comes Through (1942) ....  Michael 'Mike' Mallory
- Flight Tte. (1942) .... Sam Doyle
- Broadway (1942) .... Dan McCorn
- Two Yanks in Trinidad (1942) .... Tim Reardon
- Knute Rockne All American (1940) .... Knute K. Rockne
- Flowing Gold (1940) .... Ian 'Hap' O'Connor
- Escape to Glory (1940) .... Mike Farrough
- Torrid Zone (1940) ....  Steve Case
- 'Til We Meet Again (1940) .... Steve Burke
- Castle on the Hudson (1940) .... Warden Walter Long
- The Fighting 69th (1940) .... Father Francis J. Duffy
- Slightly Honorable (1940) .... John Webb
- The Night of Nights (1939) .... Dan O'Farrell
- Indianapolis Speedway (1939) .... Joe Greer
- The Kid from Kokomo (1939) .... Billy/ Murphy
- Off the Record (1939) .... Thomas 'Breezy' Elliott
- Angels with Dirty Faces (1938) .... Jerry Connolly
- Garden of the Moon (1938) .... John Quinn
- Boy Meets Girl (1938) .... J. Carlyle 'J.C.' Benson
- Cowboy from Brooklyn (1938) .... Roy Chadwick
- Women Are Like That (1938) .... William 'Bill'/'Willie' Landin
- Submarine D-1 (1937) .... 'Butch' Rogers
- Back in Circulation (1937) .... Bill Morgan
- San Quentin (1937) .... Captain Stephen 'Steve' Jameson
- Slim (1937) .... Red Blayd
- The Great O'Malley (1937) .... James Aloysius 'Jim'/'Jimmy' O'Malley
- China Clipper (1936) .... Dave Logan
- Public Enemy's Wife (1936) .... Lee Laird
- I Married a Doctor (1936) .... Dr. William P. Kennicott
- Ceiling Zero (1936) .... Jake L. Lee
- Stars Over Broadway (1935) .... Al McGillevray
- Page Miss Glory (1935) .... Daniel 'Click'/'Dan' Wiley
- The Irish in Us (1935) .... Pat O'Hara
- Oil for the Lamps of China (1935) .... Stephen Chase
- In Caliente (1935) .... Lawrence 'Larry' MacArthur
- Devil Dogs of the Air (1935) .... Lieut. William R. 'Bill' Brannigan
- Flirtation Walk (1934) .... Sgt. 'Scrapper' Thornhhill
- I Sell Anything (1934) .... Spot Cash Cutler
- The Personality Kid (1934) .... Ritzy McCarty
- Here Comes the Navy (1934) .... Biff Martin
- Twenty Million Sweethearts (1934) .... Russell Edward 'Rush' Blake
- Gambling Lady (1934) .... Charlie Lang
- I've Got Your Number (1934) .... Terry Riley
- College Coach (1933) .... Coach James Gore
- Bombshell (1933) .... Jim Brogan
- Flaming Gold (1933) .... Ben Lear
- Bureau of Missing Persons (1933) .... Detective Butch Saunders
- The World Gone Mad (1933) .... Andy Terrell
- Destination Unknown (1933) .... Matt Brennan
- Laughter in Hell (1933) .... Barney Slaney
- Air Mail (1932) .... Duke Talbot
- Virtue (1932) .... Jimmy Doyle
- American Madness (1932) .... Matt Brown
- Hollywood Speaks (1932) .... Jimmy Reed
- The Strange Case of Clara Deane (1932) .... Frank Deane
- Scandal for Sale (1932) .... Waddell
- Final Edition (1932) .... Sam Bradshaw
- Hell's House (1932) .... Matt Kelly
- Consolation Marriage (1931) .... Steve 'Rollo' Porter
- Flying High (1931) .... Sport Wardell
- Personal Maid (1931) .... Peter Shea
- The Front Page (1931) .... Hildebrand 'Hildy' Johnson
- Honor Among Lovers (1931) .... Conroy
- Compliments of the Season (1930) (não creditado) .... detetive